# Chilothorax nigrivittis
Espèce
Chilothorax nigrivittis est une espèce d'insectes coléoptères de la famille des Scarabaeidae, de la sous-famille des Aphodiinae.